# Cañoneros de Viña del Mar

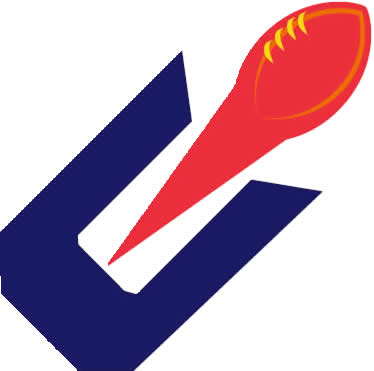
Primera insignia de la institución (2003-2012)

Club Deportivo de Football Americano Cañoneros de Viña del Mar es el decano del football americano en Chile (El primer equipo de football americano en chile). El Club se fundó el 19 de septiembre del 2003 (Por Eduardo Carrillo ). Este club posee más de 160 Jugadores en sus distintas categorías, Adultos, Sub-19, Sub-15 y femenino.

## Historia
El origen del CD Cañoneros se remonta al año 2000 cuando un pequeño grupo de fanáticos del football americano, que seguía la actividad de la NFL (National Football League) por transmisiones televisivas de ESPN y Fox Sport, decidió practicar normalmente en las playas de la ciudad jardín. El grupo sumo nuevos integrantes que liderados por Eduardo Carrillo comenzaron la difusión por medio de informaciones en foros latinoamericanos, correos electrónicos y páginas locales; es así como lograron contactar al famoso comentarista de la cadena ESPN, Roberto Abramowicz, este en la transmisión del Monday Night Footballextendió una invitación a todos los seguidores chilenos para realizar un juego en la playa Los Marineros. Es así que el día domingo 19 de septiembre de 2003 una treintena de aficionados al football asistieron al primer partido del club, esta fecha se considera como la génesis de la institución. Con el correr de las semanas este grupo comenzó a afianzarse e incorporar cada vez más jugadores interesados en vivir la experiencia del football americano. Ya establecidos se eligió el nombre de CAÑONEROS para identificarnos como institución en recuerdo del Museo Naval de Cañones que fue el primer punto de encuentro para concretar nuestra pasión por el deporte. Dentro de los recuerdos de este periodo se considera la creación en el año 2004 del Primer Campeonato de Football Playa entre cuatro agrupaciones: Acorazados, Artilleros, Corsarios y Volcanes, este coronó campeón a estos últimos en el “Sea Bowl”. Con el correr de los entrenamientos y la patente necesidad de un nuevo espacio para el desarrollo de nuestra actividad, la directiva tomó la decisión trasladar las prácticas al césped en las canchas del Valparaíso Sporting Club, con este hecho se potenció la enseñanza de los fundamentos del juego. Junto con el crecimiento deportivo la directiva se planteó como principal objetivo el fortalecimiento institucional, con lo que luego de un largo proceso de formalización el 8 de junio de 2006 se constituye ante el Instituto Nacional de Deportes (Chiledeportes) como el primer club deportivo dedicado al football americano en nuestro país, constituido en ese momento por 25 socios activos. Estableciendo como su primer presidente al Sr. Jaime Bustamante Pozo el que fue nuevamente confirmado para su segundo periodo consecutivo en el año 2006.
En nuestra corta historia hemos concretado en corto tiempo un gran número de proyectos tales como: 
1- Convenio de intercambio estudiantil con el programa de football americano del Instituto Tecnológico de Monterrey (Borregos Salvajes).
2- Inserción a Universidades de la quinta región a través de talleres de football americano
3-. Incorporación a la Unión Sudamericana de Football Americano (USFA). 
4- Adquisición de material de juego (balones y accesorios) importados desde EE. UU.
5- Encuentros amistosos a lo largo de Chile.
6- Sub- campeón torneo otoño 2009.
7- Campeón Liga Chilena de Fotball Americano (LCFA) 2010.
8- Campeón Torneo Bicentenario Viña del Mar 2010.
9- Campeón Liga Chilena de Fotball Americano (LCFA) 2011.
10- Campeón Categoría Sub-15 (TJVTR-FEDFACH) 2012.
11- Subcampeón Flag Football Femenino (TJVTR-FEDFACH) 2012.
12- Campeón Categoría adulta Torneo (DSHN-FEDFACH) 2012.
13- Campeón Flag Football Femenino (TJVTR-FEDFACH) 2013.
14- Subcampeón Categoría Sub-19(TJVTR-FEDFACH) 2013.
El cielo es nuestro límite en el mundo del football americano y estamos seguros que el esfuerzo y trabajo constante nos llevará a ganar yarda tras yarda nuestra lucha para poder insertar a nuestra disciplina como una de las más respetadas del país. Es así que nuestro lema se vuelve un grito de alegría y esperanza para el futuro…

Cañoneros...¡a morir!”
Roster (Planilla)
Centro: 
Guardias